# Pellenes corticolens
Pellenes corticolens är en spindelart som beskrevs av Chamberlin 1924. Pellenes corticolens ingår i släktet Pellenes och familjen hoppspindlar. Inga underarter finns listade i Catalogue of Life.